# Сондріо
Сондріо (італ. Sondrio) — муніципалітет в Італії, у регіоні Ломбардія, столиця провінції Сондріо.
Сондріо розташоване на відстані близько 520 км на північний захід від Рима, 95 км на північний схід від Мілана.
Населення — 21 891 особа (2014).

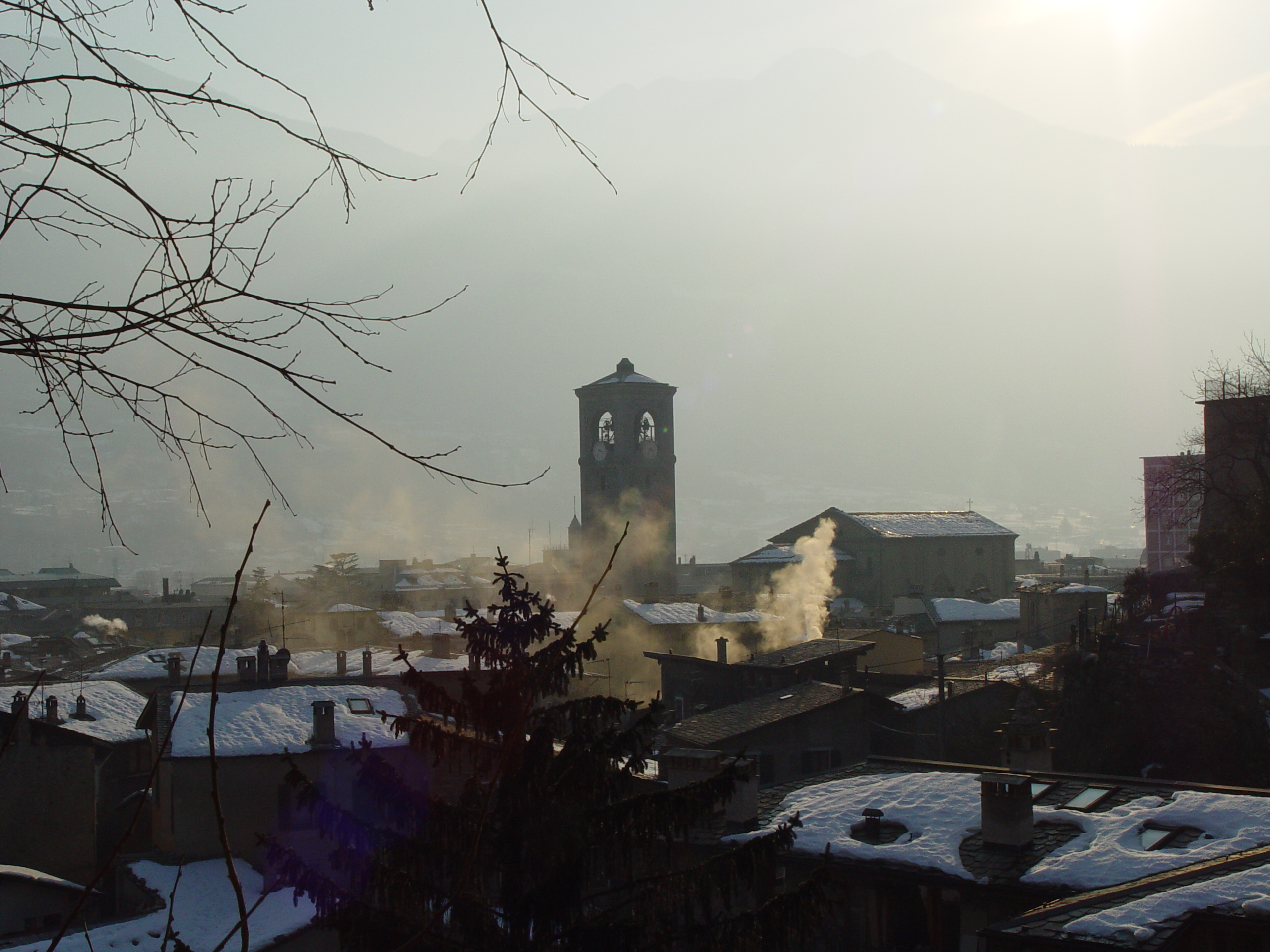

Щорічний фестиваль відбувається 19 червня. Покровителі — святі Гервасій та Протасій.

## Демографія
Населення за роками:

Станом на 1 січня 2023 року в муніципалітеті офіційно проживало 2098 іноземців з 87 країн, серед них 236 громадян країн Євросоюзу та 187 громадян України.

## Сусідні муніципалітети
- Альбозаджа
- Кайоло
- Кастіоне-Андевенно
- Фаедо-Вальтелліно
- Монтанья-ін-Вальтелліна
- Спріана
- Торре-ді-Санта-Марія

## Відомі особистості
В поселенні народився:
- Бенедетто Делла Ведова (* 1962) — італійський політик.